# Dyade (sciences sociales)
Pour les articles homonymes, voir Dyade.
 (janvier 2020).
Si vous disposez d'ouvrages ou d'articles de référence ou si vous connaissez des sites web de qualité traitant du thème abordé ici, merci de compléter l'article en donnant les références utiles à sa vérifiabilité et en les liant à la section « Notes et références ».
Une dyade (du grec : δυάς dyás, "paire"), en sciences sociales, est un groupe de deux personnes, le plus petit groupe social possible. L’adjectif, « dyadique » décrit leur interaction.
Le couple que forme une dyade peut être lié par un intérêt romantique, une relation familiale, des intérêts, le travail, un partenariat dans la criminalité, etc. Cette relation peut être fondée sur l’égalité, mais également sur une relation asymétrique ou hiérarchique (entre maître et serviteur).
On évalue la force de la relation sur la base du temps que les individus passent ensemble, ainsi que sur l’intensité émotionnelle de leur relation.
Une dyade peut être instable car pour qu’elle fonctionne les deux personnes doivent coopérer. Si l’une des deux cesse de remplir ses fonctions, le groupe disparait. Du fait de l’importance des mariages dans la société, leur stabilité est très importante. C’est pourquoi les dyades maritales sont souvent consolidées par des lois juridiques, économiques et religieuses.
Les amitiés dyadiques se réfèrent au niveau le plus immédiat et le plus concret des interactions entre pairs et elles s’élargissent à l’adolescence pour inclure de nouvelles formes de relations – en particulier les relations amoureuses et sexuelles. Déjà en 1887, Ferdinand Tönnies y voyait un modèle spécial de gemeinschaft, comme une communauté d’esprit.

## Signification
La dyade implique deux choses similaires ou de nature ou de groupe, et la communication dyadique signifie une interrelation entre elles. Dans la pratique, cette relation se réfère aux relations par le dialogue ou à une communication verbale en face à face entre deux personnes, impliquant leurs idées, leurs pensées, leurs comportements, leurs idéaux, leurs aversions et leurs goûts mutuels, ainsi que les questions et les réponses concernant l’existence et la vie dans la nature. On ne peut pas qualifier de communication dyadique une communication d’un instant entre deux étrangers dans la rue, si par la suite elle ne se poursuit pas ou n’a pas d’effet durable sur chacun d’eux. Nous avons des exemples de communication dyadique entre Jésus et Pierre, Bouddha et Ananda, ou entre Socrate et Platon ; dans ces cas le dialogue n’est pas seulement extérieur, superficiel ou mécanique, mais au contraire amène les deux personnes dans une sphère où chacune influence l’autre.
Quand entre deux personnes une communication d’idées persiste pendant une longue période avec  suffisamment d’intensité pour avoir un impact assez profond on peut parler de communication dyadique. 